# 路易·德·热福礼
弗朗索瓦-亨利-路易·德·热福礼（法語：François-Henri-Louis de Geofroy，1822年10月17日—1899年10月5日），是法国的外交官，曾担任驻清朝公使，并觐见了同治皇帝递交国书。